# Huapacal 2.ª Sección (Huimanguillo)
Huapacal 2.ª Sección es una localidad del municipio de Huimanguillo ubicado en la subregión de la Chontalpa del estado mexicano de Tabasco.

## Geografía
La localidad de Huapacal 2.ª Sección se sitúa en las coordenadas geográficas 17°54′03″N 93°46′21″O / 17.900833, -93.772500, a una elevación de 11 metros sobre el nivel del mar.

## Demografía
Según el Conteo de Población y Vivienda 2020, efectuado por el Instituto Nacional de Estadística y Geografía, la localidad de Huapacal 2.ª Sección tiene 912 habitantes, de los cuales 461 son del sexo masculino y 451 del sexo femenino. Su tasa de fecundidad es de 2.56 hijos por mujer y tiene 221 viviendas particulares habitadas.
| Gráfica de evolución demográfica de Huapacal 2.ª Sección entre 1980 y 2020 |
|                                                                            |
| INEGI.                                                                     |